# Чернобиљски ликвидатори
Чернобиљски ликвидатори је назив за људе који су радили на санацији последица Чернобиљске катастрофе на реактору 4 нуклеарне електране и у зони искључења око ње која је укључивала градове Припјат и Чернобиљ, као и десетине мањих насеља.
На овим пословима било је ангажовано око 600.000 људи, међу којима су били цивили, резервисти и војници који су доведени из различитих делова Совјетског Савеза, а неки су дошли и добровољно. Ликвидатори углавном нису били свесни последица боравка у контаминираном окружењу и дуготрајног излагања радијацији. Њихов задатак је био гашење пожара, евакуација становништва, деконтаминација подручја и изградња саркофага око реактора 4. Радили су са минималном заштитном опремом, а државни медији су уверавали становништво да нема опасности.
Многи ликвидатори данас имају озбиљне здравствене проблеме. У истраживању Уједињених нација из 2005. наводи се да се око 4.000 смртних случајева међу ликвидаторима и евакуисаним становништвом може индиректно довести у везу са последицама излагања и боравка у контаминираним областима. Организација Гринпис сматра да је тај број много већи.
Ликвидатори у Украјини су од државе добили пореске олакшице, јефтинији смештај, повећане пензије и друге повластице. Украјина је 1997. укинула ове повластице великом броју људи, за које је сматрала да су их добили незаконито.